# Pilobatella maurensis
Pilobatella maurensis är en kvalsterart som beskrevs av Scull 1985. Pilobatella maurensis ingår i släktet Pilobatella och familjen Haplozetidae. Inga underarter finns listade i Catalogue of Life.